# Tara Fitzgerald

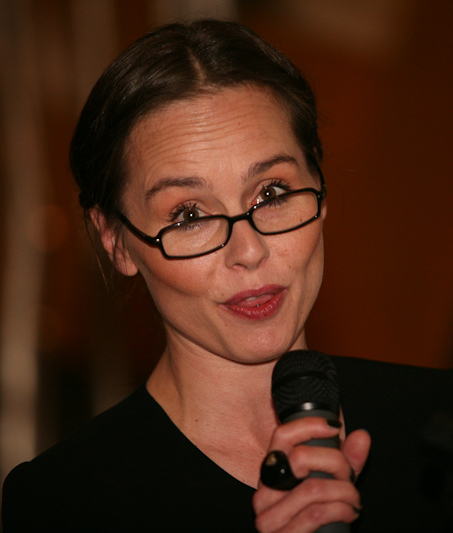
Tara Fitzgerald (2012)

Tara Anne Cassandra Fitzgerald (* 18. September 1967 in Cuckfield, Mid Sussex, Vereinigtes Königreich) ist eine britische Schauspielerin.

## Leben
Taras Mutter, Sarah Fitzgerald, war irischer Abstammung, ihr Vater Michael Callaby Italiener. Die Familie zog auf die Bahamas und dann um 1970 nach London. Ein Jahr später trennten sich Taras Eltern. 1978 nahm sich der Vater das Leben.
Fitzgerald studierte an der Royal Academy of Dramatic Art, dann übernahm sie diverse Jobs in Europa und studierte weiter am Drama Centre London. Dort lernte sie u. a. Method Acting. Als Schauspielerin debütierte sie im 1990/91 gedrehten Film Hear my Song – Ein Traum wird wahr, in dem sie neben Ned Beatty mitwirkte. Im Film Der Engländer, der auf einen Hügel stieg und von einem Berg herunterkam (1995) spielte sie neben Hugh Grant, im Film Brassed Off – Mit Pauken und Trompeten (1996) neben Pete Postlethwaite und Ewan McGregor. Sie war ebenfalls in einigen Theaterstücken wie Hamlet (1995, neben Ralph Fiennes) und Endstation Sehnsucht am Bristol Old Vic (2000) zu sehen.
Fitzgerald war von 2001 bis 2003 mit dem Schauspieler John Sharian verheiratet.

## Filmografie (Auswahl)
- 1991: Hear My Song
- 1994: Verführung der Sirenen (Sirens)
- 1994: Ein Mann ohne Bedeutung (A Man of No Importance)
- 1995: Der Engländer, der auf einen Hügel stieg und von einem Berg herunterkam (The Englishman Who Went Up a Hill But Came Down a Mountain)
- 1996: Brassed Off – Mit Pauken und Trompeten (Brassed Off)
- 1996: The Tenant Of Wildfell Hall
- 1998: Conquest – Reise in ein neues Leben (Conquest)
- 1999: New World Disorder – Das Killerprogramm (New World Disorder)
- 2000: Extreme Risk (Rancid Aluminium)
- 2001: Dark Blue World (Tmavomodrý svet)
- 2003: I Capture the Castle
- 2004: Agatha Christie’s Marple (Fernsehserie, Episode 1x01)
- 2006: In a Dark Place
- 2006: Jane Eyre
- 2007–2011: Waking the Dead – Im Auftrag der Toten (Waking the Dead, Fernsehserie, 42 Episoden)
- 2009: Du bist tot (U Be Dead)
- 2011: The Body Farm (Fernsehserie, sechs Episoden)
- 2013–2015: Game of Thrones (Fernsehserie, zehn Episoden)
- 2014: Exodus: Götter und Könige (Exodus: Gods and Kings)
- 2015: Kind 44 (Child 44)
- 2015: Legend
- 2016: Una
- 2018: Requiem (Fernsehserie, sechs Episoden)
- 2020: Belgravia – Zeit des Schicksals (Belgravia, Fernsehsechsteiler)
- 2021: Miss Willoughby and the Haunted Bookshop
- 2022–2026: Signora Volpe (Fernsehserie, sechs Episoden)
- 2023: Kindling
- 2023: The Piper
- 2023: Rise of the Footsoldier – Vengeance
- 2023: The Undertaker
- 2024: Portraits of Dangerous Women